# 埃斯塔勒 (洛特省)
埃斯塔勒（法語：Estal，法語發音：[ɛstal]）是法国洛特省的一个市镇，属于菲雅克区。

## 地理
埃斯塔勒（44°55'6"N, 1°55'14"E）面积6.04 平方千米，位于法国奧克西塔尼大區洛特省，该省份为法国西南部内陆省份，北起顺时针与科雷兹省、康塔爾省、阿韦龙省、塔恩-加龙省、洛特-加龍省和多尔多涅省接壤。
与埃斯塔勒接壤的市镇（或旧市镇、城区）包括：科尔纳克、塞尔河畔加尼亚克、塞尔河畔拉瓦勒、泰雪。

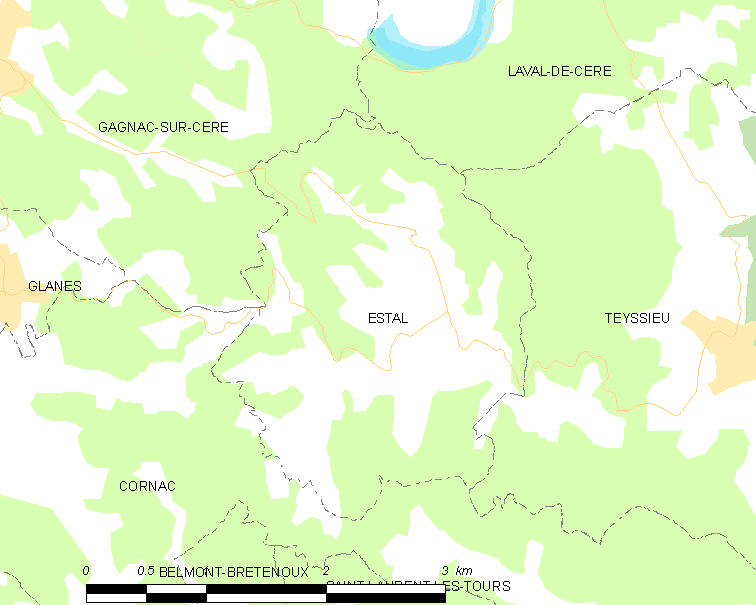
的OSM定位图

埃斯塔勒的时区为UTC+01:00、UTC+02:00（夏令时）。

## 行政
埃斯塔勒的邮政编码为46130，INSEE市镇编码为46097。

## 政治
埃斯塔勒所属的省级选区为塞尔-塞加拉县。

## 人口

1962-2008年间人口变化图示

埃斯塔勒于2022年1月1日时的人口数量为106人。